# Rītupe
Die Rītupe (lettisch) oder Utroja (russisch Утроя) ist ein Fluss im Osten Lettlands und im Westen Russlands.
Ursprung ist der Meirān-See bei Bērzgale nordöstlich von Rēzekne. Der Fluss fließt mit vielen Windungen und stehenden Seitengewässern nach Nordosten und wird mehrmals von der Bahnlinie und der Chaussee Sankt Petersburg – Warschau gekreuzt. Auf einer Länge von etwa zehn Kilometern markiert der Fluss nördlich von Kārsava die Staatsgrenze zwischen Lettland und Russland, bevor die Grenze kurz vor Grebņova einen anderen Verlauf einschlägt. Bei Pytalowo wendet sich der Fluss nach Norden und mündet zehn Kilometer unterhalb von Ostrow in die Welikaja.
Größter Zufluss ist die Ludza (russisch Лжа, Lscha) von rechts.

## Flussname
In alter Zeit war der Flussname Ūdrāja (lett. Ūdrs = „Otter“). Daraus wurde volksetymologisch das russische Utroja (russ. утро = „Morgen“). Der neue Name Rītupe (lett. rīt = „Morgen“) ist wiederum eine Rückübersetzung ins Lettische. In der lettgallischen Bezeichnung Iudrupe („Otter-Fluss“) hat sich noch der alte Wortstamm erhalten.